# Rodinia (geslacht)
Rodinia is een geslacht van vlinders uit de familie van de prachtvlinders (Riodinidae), onderfamilie Riodininae.
Rodinia werd in 1851 voor het eerst wetenschappelijk beschreven door Westwood.

## Soort
Rodinia omvat de volgende soort:
- Rodinia calphurnia (Saunders, 1850)